# Tickle Toe
Tickle Toe (auch Tickle-Toe) ist ein Jazz-Titel von Lester Young. Die Komposition, die bei Bregman Vocco & Conn Inc veröffentlicht wurde, nahm der Tenorsaxophonist erstmals am 19. März 1940 mit den Count Basie Orchestra auf. Lester Young bezeichnete sie als seine beste Komposition.

## Entstehung und erste Aufnahme
Der Titel Tickle Toe war benannt nach einem Tänzer in Kansas City. Das Stück ist in Moll gehalten und wird up tempo gespielt. Tickle Toe ist ein typisches Head Arrangement; nach Ansicht von Phil Schaap übernahm Lester Young die zweite sechstaktige Improvisationspassage von Bix Beiderbecke aus dem zweiten Take von When (komponiert von Walter Donaldson), das Beiderbecke mit dem Paul Whiteman Orchestra am 12. März 1928 aufgenommen hatte, und arbeitete damit den Schlussteil seiner Komposition Tickle Toe aus. Martin Williams ist der Meinung, dass Young den Titel Duke Ellingtons Nummer Jig Walk von 1925 entlehnte, mit einer melodischen Linie in Achtelnoten.
Tickle Toe gehörte Anfang 1940 zum Bandrepertoire des Basie-Orchesters, das es u. a. auch bei ihren Auftritten in Boston spielte, wo erste Rundfunkmitschnitte entstanden. Am 19. März nahm das Orchester den Titel für Columbia Records im Studio auf; der Arrangeur war Andy Gibson.

## Weitere Aufnahmen und Bearbeitungen
Lester Young spielte den Titel 1941 mit einer eigenen kurzlebigen Formation, nachdem er die Basie-Band Ende 1940 verlassen hatte, auf dem WNYC American Music Festival. Mit „Prez“ spielten Shad Collins (Trompete), Nick Fenton (Bass), John Collins (Gitarre) und Harold Doc West (Schlagzeug). Dabei brach Young mit der traditionellen Abfolge von Thema-Solo-Thema; Tickle Toe und das ebenfalls gespielte Taxi War Dance beginnen mit Soli und enden mit Band-Riffs.
Weitere Aufnahmen von Tickle Toe wurden zunächst 1950 von Zoot Sims und in Europa von Kristian Bergheim ebenfalls 1950 mit einer norwegischen All-Star-Bigband eingespielt. Zu einem im Jazz populären Standard wurde der Titel in den folgenden Jahren u. a. durch die Versionen von Benny Carter, Bob Cooper, Johnny Griffin/Eddie Lockjaw Davis (Tough Tenors 1960), Illinois Jacquet, Quincy Jones, Lee Konitz/Richie Kamuca, Gene Krupa, Marian McPartland, Butch Miles/Howard Alden, Art Pepper, Howard Rumsey, Cy Touff/Sandy Mosse, Allan Vaché/Harry Allen, Warren Vaché/Alan Barnes, Art Van Damme/Johnny Smith, Frank Wess, Bob Wilber und Thilo Wolf.
Der Diskograf Tom Lord listet 138 Versionen des Titels. Les Double Six nahmen 1961 im Arrangement von Mimi Perrin eine Vokalversion von Tickle Toe auf; Jon Hendricks sang ihn 1958 in Begleitung der Basie-Band, erschienen auf dem Album V.I.P.-Jazz 22 von Lambert, Hendricks & Ross (Roulette Records).
Charlie Parker übernahm im November 1940 bei Jay McShann Passagen aus der Young-Komposition in eine Version der Spencer Williams Nummer I’ve Found a New Baby von 1926. Die timbral Lightness der Aufnahme beeinflusste in den späten 1940er-Jahren den West Coast Jazz der Trompeter Kenny Dorham lehnte seinen Titel Scandia Skies (1963) an die Lester-Young-Komposition an.
Woody Allen verwandte die Originalaufnahme im Soundtrack seines Films Stardust Memories´(1980). In Robert Altmans Dokumentarfilm Jazz ’34 wird der Song von Joshua Redman (in der Rolle von Lester Young) gespielt.
Der Lester-Young-Titel ist weder mit der gleichnamigen Rock-’n’-Roll-Nummer von Paul Gayten (1958) noch mit The Tickle Toe (1917) von Otto Harbach und Louis Hirsch (1887–1924) aus dem Musical Going Up zu verwechseln.

## Würdigung
Lewis Porter bezeichnete in seiner Lester-Young-Biografie Tickle Toe neben Lester Leaps In als „das wohl aufwendigste Thema, das er je aufgenommen hat“ („the most intricate theme he ever recorded“).
Für Darren Müller veranschaulichen sowohl Lester Leaps In (1939) und Tickle Toe „Youngs serpentinenhaft-melodische Sensibilität, was ungewöhnlich für die Swingära war, und die Tür für jüngere Spieler aufriss, um mit den Klischees des Bigband-Spiels zu brechen“.
The Cambridge Music Guide geht auf Basies Beitrag in Tickle Toe ein und hebt sein „kraftvolles, im Boogie-Rhythmus gespielte“ Pianosolo hervor, „scharf wie funkelndes Glas, gebrochen von den explosiven Rufen der Blechbläser-Akkorde“.

## Diskographische Hinweise
Die beiden Radiomitschnitte des Titels vom 12. März bzw. vom 15. März 1944 erschienen auf der LP Historical Prez - Lester Young 1940-44; Die Originalaufnahme erschien als 78er bei Columbia (35521), mit der Gus Kahn/Ted-Fiorito-Nummer I Never Knew als B-Seite. In Großbritannien wurde die Schellackplatte bei Parlophone veröffentlicht (R 2759, in The 1940 Super Rhythm Style Series No. 119).